# St Andrew's in the Square
St Andrew's in the Square es una iglesia del siglo XVIII catalogada como categoría A en Glasgow, Escocia, considerada una de las mejores iglesias clásicas de Escocia, y ahora el Centro de Cultura Escocesa de Glasgow, que promueve la música escocesa, canción y baile. Está situada en St Andrew's Square, cerca de Glasgow Cross y Glasgow Green, en el borde del East End de la ciudad.

## Historia
Inspirada en St Martin-in-the-Fields en Londres, fue construida entre 1739 y 1756 por el maestro Mason Mungo Naismith, y diseñada por Allan Dreghorn. Si bien la construcción se inició antes que la cercana St. Andrew's-by-the-Green, se completó después, lo que la convirtió en la tercera o cuarta iglesia más antigua de Glasgow, según el criterio. Los dos edificios anteriores fueron la Catedral de Glasgow y el campanario de Trongate. Fue la primera iglesia presbiteriana construida después de la Reforma y fue encargada por los Señores del Tabaco de la ciudad como una demostración de su riqueza y poder.
Desempeño su papel en la historia de Escocia; en diciembre de 1745, antes de la finalización de la iglesia, el ejército jacobita, dirigido por Bonnie Prince Charlie, acampó alrededor del sitio y dentro de sus muros semiconstruidos, a su regreso de sus batallas fallidas en Inglaterra, y el 23 de noviembre de 1785, grandes multitudes de los habitantes de Glasgow se reunieron para ver a Vincenzo Lunardi despegar del cementerio en un globo aerostático en un vuelo que lo llevó al sureste a Hamilton y Lanark, antes de aterrizar finalmente en Hawick. Agnes MClehose (de soltera Craig) se casó con su esposo James McLehose en la iglesia en 1776. Agnes es más conocida como Clarinda, cuyas cartas de amor a Robert Burns bajo el nombre de Sylvander lo inspiraron a escribir 'Ae Fond Kiss' para ella. Estaba rodeada por una plaza posterior, construida por William Hamilton entre 1786 y 1787, que se convirtió en hogar de moda para algunos de los comerciantes más ricos de Glasgow. Sin embargo, la migración de la ciudad hacia el oeste a lo largo del siglo XIX resultó en un asentamiento gradual del área y una disminución de la congregación. se utilizó por última vez para un servicio religioso en junio de 1993.

## Renovación
Fue adquirida por Glasgow Building Preservation Trust a la congregación  en octubre de 1993 por 1 £. El Trust renovó el edificio, transformándolo en un Centro de Música, Canto y Danza Tradicionales de Escocia. Se eliminaron sus adiciones victorianas, restaurando la sensación espacial original, mientras que un sótano de 4-5 metros para situar un café, camerinos, espacio de ensayo y baños. Se abrió oficialmente al público el 30 de noviembre de 2000; Día de San Andrés.

## Ministros notables
- Gavin Gibb, Moderador de la Asamblea General de la Iglesia de Escocia en 1817.

### Premios
Su renovación ganó los siguientes premios
- Diplomado Europa Nostra
- Mención de confianza cívica
- Premio especial del Instituto de Arquitectos de Glasgow
- Premio Escocés a la Calidad en la Planificación
- Premio Lugar Dinámico
- Elogio de la Royal Institution of Chartered Surveyors